# Concha Méndez
(Concha Méndez, Memorias habladas, Memorias armadas, p. 29)
Concha Méndez, pseudonimo di Concepción Méndez Cuesta (Madrid, 27 luglio 1898 – Messico, 7 dicembre 1986), è stata una poetessa spagnola della Generazione del '27.

## Biografia

### L'infanzia e l'adolescenza
Concha Méndez nasce nel 1898 a Madrid da una famiglia benestante della classe media e riceve un tipo di educazione tradizionale volta a preparare le ragazze al loro futuro ruolo di moglie e madre, alla quale fin da quando è bambina non si adegua. Essendole stato proibito di leggere e scrivere, comincia a scrivere di notte mentre i suoi genitori dormono, e quando diventa un'adolescente, il suo interesse per la scrittura e i viaggi la pone in conflitto con i valori sostenuti dalla sua famiglia. Tale disaccordo si acuisce nel corso degli anni Venti, quando pubblica i suoi primi volumi di poesie e intraprende un viaggio all'estero contro il parere dei genitori. Concha nutre anche una grande passione per il tennis, la ginnastica, le corse automobilistiche ed il nuoto. La pratica sportiva è così importante nella sua vita da risultare legata fin dalla nascita alla sua attività poetica: lei stessa racconta di aver iniziato a recitare le sue prime poesie in palestra, di fronte alle alunne del professore di ginnastica per il quale lavorava come aiutante.
Concha è solita trascorrere le vacanze estive a San Sebastián, dove conosce Luis Buñuel, con il quale ha una relazione che dura finché il regista nel 1925 parte per la Francia. Decide di rimanere a Madrid nonostante la richiesta rivoltale da Buñuel di seguirlo, ed è qui che matura la sua carriera, entrando a far parte dei circoli artistici e culturali più in vista della capitale, grazie alla sua amicizia con Maruja Mallo, Rafael Alberti e Federico García Lorca.
Nel 1926 fonda con Ernestina de Champourcín il primo centro culturale madrileno di sole donne, il Lyceum Club Femenino, creato sul modello delle associazioni europee e statunitensi, con lo scopo di favorire la partecipazione delle donne nello sviluppo della cultura e della società. In questo stesso periodo, fra il 1926 e il 1928, pubblica i suoi primi due volumi di poesia, Inquietudes e Surtidor, e scrive per riviste come La Gaceta Literaria, Hèlix e Parabola.

### I primi viaggi e l'incontro con Manuel Altolaguirre
Nel 1928, senza soldi né alcuna conoscenza di inglese, Concha parte per Londra e un anno dopo per Buenos Aires, dove collabora con alcuni giornali locali e diviene amica di scrittori argentini e spagnoli. Nel 1930 pubblica il suo terzo volume di poesie, Canciones de mar y tierra.
Nel 1931 torna in Spagna, dove Federico García Lorca le presenta lo scrittore Manuel Altolaguirre, con il quale si sposa l'anno seguente. La coppia allestisce una piccola tipografia nella stanza d'hotel in cui vive, che negli anni precedenti allo scoppio della Guerra Civile diventerà un importante punto di incontro per molti scrittori del tempo. Grazie ad essa vengono stampati i giornali letterari Caballo verde para poesia, Héroe e Hora de España e pubblicate diverse collezioni di poesie di autori come Federico García Lorca, Luis Cernuda e Pablo Neruda.
Fra il 1933 e il 1935 i coniugi vivono a Londra. Nel 1933 Concha perde il suo primo figlio durante il parto, un'esperienza che la segnerà profondamente e influenzerà la sua poesia.

### La Guerra Civile e l'esilio
La Guerra Civile è un evento decisivo per la carriera letteraria di Concha. Come molti scrittori e artisti di quel periodo, si schiera con il marito a favore della Repubblica, sostenendone gli ideali attraverso la scrittura e la stampa di notiziari da spedire oltreoceano. Nella primavera del 1937, con l'avanzata dei nazionalisti, fugge in Francia con la figlia di due anni, Paloma, dove riparerà più tardi anche Altolaguirre. Nel 1939 partono insieme per il Messico, ma a causa di problemi di salute della figlia, sono costretti a fare tappa a Cuba, dove risiederanno per quattro anni. All'Havana, con l'aiuto di alcuni amici, intraprendono un nuovo progetto editoriale acquistando la tipografia La Verónica. L'attività sarà molto intensa: fin dai primi mesi vedranno la luce diverse riviste, come quella diretta dallo stesso Altolaguirre, Nuestra España (1939-1941), organo ufficiale dei repubblicani esisliati a Cuba, o Espuela de Plata, scritta in collaborazione con un gruppo di poeti e artisti cubani. Ammonteranno a circa 180 i libri stampati: saggi, narrativa, arte, teatro. Fra questi, una collezione poetica intitolata El ciervo herido, dove nel 1939 Cocha pubblica Lluvias enlazadas (1939). Nel marzo 1943 la coppia si trasferirà definitivamente in Messico.
Lo sconforto dovuto alla sconfitta repubblicana in Spagna, la scomparsa dei circoli letterari in cui era cresciuta, e le difficoltà degli anni dell'esilio sono evidenti nella poesia di Concha del dopoguerra e nelle sue memorie. Questo periodo particolarmente problematico della sua vita viene aggravato dalla fine del suo matrimonio con Manuel Altolaguirre, che la lascia per un'altra donna e che successivamente, di ritorno in Spagna, muore in un incidente automobilistico insieme alla seconda moglie. Tutto ciò la porta a soffrire di forti crisi depressive che la spingeranno a tentare il suicidio.
Nel 1944 pubblica Villancicos de Navidad e Poemas. Sombras y sueños. Dal 1945 smette di pubblicare fino al 1976, anno in cui esce Antología poética. I suoi ultimi libri di poesie sono Vida o río (1979) e Entre el soñar y el vivir (1981).
A causa della lontananza provocata dall'esilio, il lavoro poetico di Concha non viene subito riconosciuto in Spagna, messo in ombra anche dal suo matrimonio con un poeta celebre. La società dell'epoca, infatti, è più colpita dalla sua vita e dal suo carattere ribelle che dalle sue opere letterarie e, mentre vive in Messico, viene più volte intervistata solo per parlare del lavoro dei suoi contemporanei.
Tra il 1960 e il 1980 compie diversi viaggi in Spagna. Nonostante provi una profonda nostalgia per la sua patria, non tornerà mai a viverci in modo permanente.
Durante gli ultimi anni dell'esilio messicano Concha, già ottantenne, si dedica alla preparazione del suo libro autobiografico, Memorias habladas, memorias armadas (1990), con l'aiuto della nipote, Paloma Ulacia Altolaguirre.
Muore in Messico alla fine del 1986.

## Opere principali e temi
La carriera letteraria di Concha Mendez dura più di cinquant'anni. Fra il 1926 e i primi anni '80 pubblica un totale di nove volumi di poesie e diverse opere teatrali. Il suo lavoro, però, inizia a ricevere attenzione dalla critica solo a partire dagli anni '90 nell'ambito degli studi femministi.

### Poesia
Molti critici tendono a semplificare la sua carriera poetica dividendola in due fasi. Nella poesia della prima fase si incontrano diverse caratteristiche associate al Modernismo, tra cui l’enfasi posta nel progresso tecnologico, che si ritrova nei riferimenti a treni, navi e aerei, e l’uso di metafore originali. Inoltre, il tema dei viaggi e il desiderio di avventure si mescolano con la sensazione di dinamismo che domina in tutta la sua opera, facendo emergere la visione cosmopolita dell'autrice. Altri tratti modernisti che caratterizzano i suoi versi sono l’uso della metapoesia e l’importanza dell’elemento visivo, degli sport e del cinema. Anche la città, che diventa un tema chiave nella sua poesia, è un elemento tipico della letteratura modernista.
Nelle sue prime poesie si sente l'influsso di Federico García Lorca e di Rafael Alberti, da cui riceve lezioni di versificazione. I suoi primi tre volumi di poesie, Inquietudes (1926), Surtidor (1928) e Canciones de mar y tierra (1930), accolti con entusiasmo dalla critica, sono considerati i più rappresentativi della sua prima fase poetica e sono caratterizzati da un tono vitale e cosmopolita proprio dell'epoca delle avanguardie. In Inquietudes domina più l'aspetto simbolista e romantico, mentre in Surtidor emerge una nota nostalgica e si ha una maggiore presenza dello spazio urbano; infine, in Canciones de mar y tierra il tono romantico viene abbandonato quasi completamente per lasciare il posto a temi ed elementi avanguardistici, come aerei, treni, sport, cinema, viaggi.
La poesia scritta dopo il 1930, che caratterizza la seconda fase, è contrassegnata da toni più oscuri e intimistici e dai temi della perdita, della solitudine e dell’esilio, che si pongono in netto contrasto con quelli trattati nei primi tre volumi. A questo periodo appartengono libri quali Vida a vida (1932), considerata la più personale delle sue opere, in cui compaiono alcune composizioni amorose e altre di timbro esistenzialista; Niño y sombras (1936), un'opera in cui riversa il suo dolore per la perdita del primo figlio; Lluvias enlazadas (1939); Poemas. Sombras y sueños (1944), in cui parla della sua sofferenza per la morte della madre e della consolazione portata dalla nascita della figlia, e Vida o río (1979), in cui sembra recuperare l'energia della giovinezza.
Nel 1995 viene pubblicato Poemas: 1926-1986, una raccolta di tutte le sue opere poetiche a cura del professor James Valender, il marito della figlia.

### Memorias habladas, memorias armadas
Postumo è Memorias habladas, memorias armadas (1990), risultato di un progetto intrapreso da Concha e sua nipote negli anni '80. Anche se il testo è un racconto in prima persona della vita della poetessa, in realtà non è una vera e propria autobiografia. Il libro, infatti, a causa della perdita della vista della scrittrice, è stato scritto dalla nipote basandosi su registrazioni della durata di ventitré ore contenenti i racconti orali della stessa Concha.
Con questo testo Concha si proponeva di dimostrare di avere avuto una vita e una carriera letteraria interessante quanto quella dei suoi contemporanei uomini, e di avere il diritto di essere menzionata nella storia letteraria spagnola tra i membri della Generazione del ’27. Secondo la nipote, la ragione per cui inizialmente Concha venne esclusa è da ricercare nella misoginia dei suoi contemporanei: la Generazione del ’27 veniva vista come un gruppo esclusivamente maschile, nonostante anche molte poetesse avessero contribuito attivamente alla produzione letteraria di quel periodo.
Oggi alcuni critici tendono ad escludere Concha dalla Generazione del ’27 perché ritengono che la sua poesia sia un’imitazione del lavoro dei suoi contemporanei, in particolare di Rafael Alberti. Altri, invece, sostengono che abbia contribuito molto alla presenza di voci femminili all’interno della Generazione del ’27 e che debba essere considerata un membro a tutti gli effetti, perché rispetta i criteri tradizionalmente adottati per definire l’appartenenza alla Generazione: la sua data di nascita cade tra il 1891 e il 1905, i suoi primi due libri sono stati pubblicati rispettivamente nel 1926 e nel 1928, e nella sua poesia adotta molte delle tecniche poetiche e dei temi sviluppati anche dai suoi contemporanei uomini.

### Cinema
Oltre alla poesia, Concha nutre una forte passione per il cinema, al quale si dedica come spettatrice, commentatrice e sceneggiatrice. Il suo desiderio è quello di essere coinvolta nella produzione di film perché intende dimostrare che, anche se donna, ha le capacità per lavorare in questo settore. Nel 1927 scrive una sceneggiatura intitolata Historia de un taxi, che però non apparirà mai nelle sale cinematografiche.

### Teatro
Al teatro, altra sua grande passione, si avvicina durante il suo viaggio a Buenos Aires attraverso la lettura delle opere di autori classici. Successivamente si trasferisce a Londra, dove passa molto tempo alla British Library e approfondisce la tradizione drammatica classica. Allo stesso tempo si interessa al teatro infantile, dedicandosi alla stesura di opere teatrali dedicate ai bambini, tra cui El ángel cartero (1931) e El carbón y la rosa (1935). El ángel cartero è composto da una sola scena e rappresenta, in chiave moderna, il viaggio dei Re Magi a Betlemme; El carbón y la rosa, strutturato in tre atti e un epilogo, presenta una sceneggiatura che mette in risalto la dimensione, la luce e il colore in modo da suscitare nei bambini una forte attrazione visiva.
Altri pezzi contenuti nel suo corpus teatrale sono El personaje presentido (1931), El pez engañado (1933), Ha corrido una estrella (1934), Las barandillas del cielo (1938), El solitario (1938, 1941, 1945) e La caña y el tabaco (1942).

## Opere
- 1926. Inquietudes: poemas. Madrid, Imprenta de Juan Pueyo
- 1927. Historia de un taxi. Madrid, Imprenta Ducazcal H. González
- 1928. Surtidor. Madrid, Imprenta Argis
- 1930. Canciones de mar y tierra. Buenos Aires, Talleres Gráficos Argentinos
- 1931. El personaje presentido e  El ángel cartero. Madrid, Imprenta de Galo Sáez
- 1932. Vida a vida. Madrid, La Tentativa Poética
- 1935. El carbón y la rosa. Imprenta de Concha Méndez y Manuel Altolaguirre
- 1936. Niño y sombras. Madrid, Héroe
- 1938. El solitario (prima parte Nacimiento, dalla trilogia El solitario). Valencia, Hora de España, XVI, pagine 85-89
- 1939. Lluvias enlazadas. La Habana, Imprenta La Verónica
- 1941. El solitario (seconda parte Amor, dalla trilogia El solitario). La Habana, Imprenta La Verónica
- 1944. Poemas. Sombras y sueños. Messico, Rueca
- 1944. Villancicos de Navidad. Messico, Rueca
- 1945. El solitario (terza parte Soledad, dalla trilogia El solitario).  Messico, América. Revista mensual. Tribuna de las democracias, numero 44, pagine 31-43
- 1976. Antología poética. Messico, Joaquín Mortiz
- 1979. Vida o río. Madrid, Caballo griego para la poesía
- 1981. Entre el soñar y el vivir. Messico, Universidad Nacional Autónoma de México
- 1995. Poemas: 1926-1986. Madrid, Hiperión